# Seydou Badian Kouyaté
Seydou Badian Kouyaté, född 10 april 1928 i Bamako, död 28 december 2018 i Bamako, var en malisk författare och politiker, född i dåvarande Franska Sudan. Han hade höga politiska befattningar i Mali, men blev också fängslad av politiska motståndare. Hans romaner skildrar motsättningarna mellan afrikanska och europeiska värderingar: 
Sous l'orage (1957), Le Sang des masques (1976) och Noces sacrées (1977). Han har också skrivit noveller och skådespel, bland annat La Mort de Chaka (1962).